# جوناثان روبنسون (لاعب هوكي الحقل)
جوناثان روبنسون (بالإنجليزية: Jonathan Robinson)‏ هو لاعب هوكي الحقل جنوب أفريقي، ولد في 9 سبتمبر 1986.

## وصلات خارجية
- جوناثان روبنسون على موقع الاتحاد الدولي للهوكي (الإنجليزية)
- جوناثان روبنسون على موقع اتحاد جنوب إفريقيا للهوكي (الإنجليزية)
- جوناثان روبنسون على موقع اللجنة الأولمبية الدولية (الإنجليزية)
- جوناثان روبنسون على موقع أوليمبيديا (الإنجليزية)
- جوناثان روبنسون على موقع اتحاد ألعاب الكومنولث (مؤرشف) (الإنجليزية)